# Salmon (Idaho)
Pour les articles homonymes, voir Salmon.
La ville de Salmon est le siège du comté de Lemhi, dans l’État d’Idaho, aux États-Unis. Sa population s’élevait à 3 112 habitants lors du recensement de 2010, estimée à 3 108 habitants en 2017.